# Enttäuschung (Thomas Mann)

Markusplatz in Venedig (1881), der Ort der Handlung, gemalt von Pierre-Auguste Renoir zur Zeit der Handlung

Enttäuschung ist eine der frühesten Erzählungen von Thomas Mann. Sie entstand 1896 und erschien erstmals 1898 im Novellensammelband Der kleine Herr Friedemann.

## Inhalt
Der Erzähler beobachtet auf dem Markusplatz in Venedig einen sonderbaren Herrn, der tagelang mit nichts anderem beschäftigt zu sein scheint, „als bei gutem wie bei schlechtem Wetter, vormittags wie nachmittags, dreißig- bis fünfzigmal die Piazza auf und ab zu schreiten, immer allein und immer mit dem gleichen seltsamen Gebaren“: er hat den Blick auf den Boden gerichtet, ist in Selbstgespräche vertieft, schaut nur hin und wieder auf, schüttelt den Kopf und lächelt verwirrt angesichts der „unvergleichlich lichten und festlichen Schönheit“ des Platzes.
Eines Abends, als sich der Erzähler an einem Tisch mitten auf der Piazza niedergelassen hat und sich die Touristen bereits verlaufen haben, wird er von dem Unbekannten angesprochen. Mit einer „befremdlichen Offenheit“ bittet dieser um ein paar Minuten Gehör. Und während sich die Nacht langsam über Venedig senkt und die Luft allmählich kühler wird, beginnt er vom Wesen der Enttäuschung zu erzählen.
Er sei in einem Pastorenhaus aufgewachsen, dessen „Gelehrtenoptimismus“ und „Kanzelrhetorik“ mit ihren „großen Wörtern für Gut und Böse, Schön und Hässlich“ (die er inzwischen so „bitterlich hasse“) an seinem Leiden die Schuld trügen. Jene Sprache habe Erwartungen in ihm geweckt, deren Intensität die später erlebte „mittelmäßige, uninteressante und matte“ Wirklichkeit weit in den Schatten stellte. Selbst großes Leid und großes Glück seien ihm, verglichen mit den Verheißungen in den Werken der Dichter, nur schal und enttäuschend erschienen.
- Als Kind überlebte er nur knapp eine nächtliche Feuersbrunst, bei der das ganze Vaterhaus in Schutt und Asche versank. Enttäuscht fragte er sich: Hätte das traumatische Erlebnis nicht viel schlimmer auf ihn wirken müssen?
- Ernüchtert reagierte der weit gereiste Unbekannte auch bei der Betrachtung der erhabensten Kunst in den großen Museen der Welt: „Schöner ist es nicht? Das ist das Ganze?“
- Selbst die gefährlichsten Erscheinungen der Natur, eine tiefe Schlucht im Gebirge und die selbstmörderische Vision vom Sturz in die brausende Tiefe, ließen ihn kalt: „Wenn es geschähe, so würde ich im Falle zu mir sprechen: Nun stürzt du hinab, nun ist es Tatsache. Was ist das nun eigentlich?“
- Einst liebte er ein Mädchen, stieß aber auf keine Gegenliebe. „Trauriger und quälender“ als der leidvolle, peinigende, grausame Liebesschmerz war jedoch stets der Gedanke: „Dies ist der große Schmerz! Nun erlebe ich ihn! – Was ist das nun eigentlich?“
- Als er zum ersten Mal die gewaltige Weite des Meeres erblickte, hatte ihm das keineswegs die erhoffte Befreiung geschenkt. Denn „dort hinten war der Horizont“, er aber hatte vom Leben das Unendliche erwartet.

Im Kampf gegen solche Enttäuschungen hatte auch der Unbekannte einst versucht, zum Dichter zu werden und in „die großen Wörter“ einzustimmen, bevor er sie als Sprache der „Feigheit und Lüge“ erkannte, sodass auch „diese Eitelkeit zusammenbrach“. Lediglich seine „Lieblingsbeschäftigung, bei Nacht den Sternenhimmel zu betrachten“, ist ihm – als die beste Art, vom begrenzten und enttäuschenden Erdendasein abzusehen und vom befreiten Leben zu träumen – erhalten geblieben. „Ich träume davon und erwarte den Tod.“ Angesichts dieser letzten Erfahrung gibt sich der Unbekannte allerdings ebenfalls keinen Illusionen hin: „Ach, ich kenne ihn bereits so genau, den Tod, diese letzte Enttäuschung!“

## Zur Physiognomie der Enttäuschung
Thomas Mann lässt, abgesehen vom Einstieg in die philosophische Materie, nur den Unbekannten zu Wort kommen. Im Zusammenhang mit dem philosophischen Hintergrund der Prosaskizze weist Vaget auf die „Nietzeschen Züge“ hin, die Thomas Mann „auch äußerlich dem gesprächsbedürftigen Fremden auf dem Markusplatz“ gegeben hat. Friedrich Nietzsche war Pfarrerssohn und hielt sich in Venedig auf. Der Unbekannte hält einen Spazierstock „mit beiden Händen auf dem Rücken“. Beim Durchblättern der Chronik von Benders und Oettermann findet sich kein solches Bild. Von den Philosophen aber hat Thomas Mann auch noch Arthur Schopenhauer verehrt. Es gibt einen Holzschnitt, auf dem Schopenhauer mit seinem Pudel verewigt ist. Der Philosoph hält einen Stock auf dem Rücken – aber nur mit der linken Hand. Mit der Rechten stützt sich der große Denker das Kinn. Schopenhauer war zwar in Venedig, ist aber kein Pfarrerssohn. Das glattrasierte Gesicht in Thomas Manns Prosaskizze verwirrt. Nietzsches Schnauzbart fehlt. Es gibt Fotos von Nietzsche mit glattrasiertem Gesicht. Das jüngste ist vermutlich im September 1864 aufgenommen. Aber da war der Philosoph erst 20 Jahre alt. Thomas Mann beschreibt jedoch einen 30- bis 50-jährigen Unbekannten. Das „blöde Lächeln“ trifft auf Schopenhauer keinesfalls zu, auf Nietzsche eigentlich auch nicht. Nietzsche starrte nach seinem Zusammenbruch im Jahre 1889 im Wahnsinn stumpf mit blicklosen Augen.

## Ausgaben
- Thomas Mann: Der kleine Herr Friedemann und andere Novellen. S. Fischer, Berlin 1909. 171 Seiten, Inhalt: Der Wille zum Glück / Enttäuschung / Der Bajazzo / Tobias Mindernickel / Luischen / Die Hungernden / Das Eisenbahnunglück.
- Thomas Mann: Ausgewählte Erzählungen. Bermann-Fischer, Stockholm 1948. 6.–12. Auflage, 860 Seiten. Dünndruck, Leinen (Stockholmer Gesamtausgabe). Inhalt: Der kleine Herr Friedemann / Enttäuschung / Tristan / Tobias Mindernickel / Tonio Kröger / Der Weg zum Friedhof / Herr und Hund / Der Kleiderschrank / Bekenntnisse des Hochstaplers Felix Krull / Der Tod in Venedig / Beim Propheten / Unordnung und frühes Leid / Schwere Stunde / Mario und der Zauberer / Das Wunderkind / Die vertauschten Köpfe / Das Gesetz.
- Thomas Mann: Sämtliche Erzählungen. Band 1. Fischer-Taschenbuch-Verlag, Frankfurt 1987, ISBN 3-10-348115-2, S. 95–101

## Bearbeitungen
Der Text inspirierte das Produzenten- und Songwriter-Duo Leiber/Stoller zu dem Song Is That All There Is?, den sie 1969 mit der Sängerin Peggy Lee aufnahmen.